# Gerichtsbezirk Marburg
Der Gerichtsbezirk Marburg (slowenisch: sodni okraj Maribor) war ein dem Bezirksgericht Marburg unterstehender Gerichtsbezirk im Kronland Steiermark. Er umfasste Teile des politischen Bezirk Marburg (Okraj Maribor) und wurde 1919 großteils dem Königreich Jugoslawien zugeschlagen.

## Geschichte
Der Gerichtsbezirk Marburg wurde durch eine 1849 beschlossene Kundmachung der Landes-Gerichts-Einführungs-Kommission geschaffen und umfasste ursprünglich die 88 Gemeinden Bergenthal, Brunndorf, Dobreng, Feistritz bei Lembach, Feistritz bei Maria Rast, Frauheim, Gams, Goritzen, Gradischka, Grasnitz, Gruschau, Heiligenkreuz, Jahring, Jedloneg, Jellowetz, Jeschenzen, Johannisberg, Kanischa, Kartschowin, Klappenberg, Kranichsfeld, Kuschernig, Leitersberg, Lembach, Lendorf, Lobnitz, Loka, Marburg, Maria Rast, Mauerbach, Mettna, Nußdorf, Ober St. Kunegund, Oberjakobsthal, Oberkötsch, Obertäubling, Oberwalz, Pachern, Peßnitz, Petznitzhofen, Pikerndorf, Pivola, Platsch, Plodersberg, Pobersch, Podova, Pöllitschdorf, Poßruk, Rantsche, Ranzenberg, Rogeis, Roßbach, Roßwein, Schleinitz, Schober, Schönwarth, Skoggen, Slemen, Speisenegg, St. Egydi, St. Georgen in der Peßnitz, St. Margarethen, St. Margarethen, St. Martin, St. Nikolai, St. Peter, Sulzthal, Töpsau, Tragutsch, Tresternitz, Unterjakobsthal, Unterkötsch, Unterrothwein, Untertäubling, Wachsenberg, Waigen, Witschein, Wochau, Wolfsthal, Wörtischberg, Wurmath, Zellnitz, Zellnitz, Zierberg, Ziglentzen, Zirknitz, Zmoling und Zwettendorf.
Der Gerichtsbezirk Marburg bildete im Zuge der Trennung der politischen von der judikativen Verwaltung
ab 1868 gemeinsam mit den Gerichtsbezirken Slovenska Bistrica (Windischfeistritz) und St. Leonhard in Windischbühel (Sveti Lenart v Slovenskih Goricah), jedoch ohne die Stadt Marburg selbst den Bezirk Marburg (Okraj Maribor).
Durch die Grenzbestimmungen des am 10. September 1919 abgeschlossenen Vertrages von Saint-Germain wurde der Gerichtsbezirk großteils dem Königreich Jugoslawien zugeschlagen.

## Bevölkerung
1910 wurden für den Gerichtsbezirk 84.908 Personen ausgewiesen, von denen 44.596 Slowenisch (52,5 %) und 38.075 Deutsch (44,8 %) sprachen.
Von der deutschsprachigen Bevölkerung lebten dabei alleine 22.653 Personen in der Stadt Marburg, wo sie 80,9 % der Bevölkerung stellten.
Die absolute Mehrheit stellte die deutschsprachige Bevölkerung zudem in Brunndorf, Kartschowin, Leitersberg, Pobersch, Rothwein, Sankt Lorenzen ob Marburg, Sulzthal und Thesen.

## Gerichtssprengel
Der Gerichtssprengel Marburg umfasste im Jahr 1910 kurz vor seiner Auflösung die 83 Gemeinden Bistrica pri Limbuši (Feistritz bei Lembach), Bistrica pri Rušah (Feistritz bei Maria Rast), Boč (Walz), Bohova (Wochau), Ciglence (Ziglenzen), Činžat (Zinsath), Cirknica (Zirknitz), Cršak (Zierberg), Dobrenja (Dobreng), Dolgoše (Lendorf), Dragučova (Tragutsch), Fram (Frauenheim), Gorica (Goritzen), Gradiška (Gradischka), Grušova (Gruschau), Janževska Gora (Johannesberg), Jarenina (Jahring), Jelovec pri Kamnici (Jellowetz bei Gams), Ješenca (Jeschenzen), Kamnica (Gams), Kaniža (Gemeinde Šentilj) (Kanischa), Karčovina (Kartschowin), Kumen, Lehen pri Ribnici (Lechen bei Reifnig), Leitersberg, Limbuš (Lembach), Lobnica (Lobnitz), Loka, Maribor (Marburg), Morje (Mauerbach), Na Ranci (Ranzenberg), Orehova Ves (Nußdorf), Pekre (Pickerndorf), Pesnički Dvor (Pößnitzhofen), Pivola, Plač (Platsch), Ploderšnica (Ploderberg), Pobrež (Pobersch), Podova, Pohorje (Pachern), Polička Ves (Pöllitschdorf), Račje (Kranichsfeld), Radvina (Rothwein), Ranče (Rantsche), Razvina (Roßwein), Recenjak (Krätzenbach), Rogoza (Rogeis), Rožpoh (Roßbach), Rudeči Breg (Rottenberg), Ruše (Maria Rast), Selenica ob Dravi (Zellnitz an der Drau), Selnica ob Muri (Zellnitz an der Mur), Skoke (Skoggen), Slatinski Dol (Sulzthal), Slemen, Slivnica (Schleinitz), Smolnik (Gemeinde Ruše) (Zmollnig), Špičnik (Speisenegg), Spodnje Hoče (Unterkötsch), Spodnji Duplek (Untertäubling), Spodnji Šentjakobski Dol (Unterjakobsthal), Srkovec (Zwettendorf), Studenci (Brunndorf), Sveta Marjeta na Dravskem Polju (Sankt Margarethen am Draufelde), Sveta Marjeta ob Pesnici (Sankt Margarethen an der Pößnitz), Sveti Ilj v Slovenskih Goricah (Sankt Egidi in Windischbühel), Sveti Jurij ob Pesnici (Sankt Georgen an der Pößnitz), Sveti Križ (Heiligenkreuz), Sveti Lovrenc nad Mariborom (Sankt Lorenzen ob Marburg), Sveti Martin pri Vurbergu (Sankt Martin bei Wurmberg), Sveti Miklavž (Sankt Nikolai), Sveti Peter pri Mariboru (Sankt Peter bei Marburg), Svičina (Witschein), Tezno (Thesen), Vestrnica (Tresternitz), Vosek (Wachsenberg), Vrhov Dol (Bergenthal), Vrtiče (Wörtitschberg), Vukovski Dol (Wolfsthal), Zgornja Sveta Kungota (Ober Sankt Kunigund), Zgornje Hoče (Oberkötsch), Zgornji Duplek (Obertäubling) und Zgornji Šentjakobski Dol (Oberjakobsthal).